# Engelbert von Kerckerinck zur Borg

Engelbert von Kerckerinck zur Borg

Engelbert Freiherr von Kerckerinck zur Borg (* 3. Oktober 1872 in Sonderhaus bei Ahaus; † 25. Februar 1933 in Haus Hohenfeld bei Münster) war ein deutscher Rittergutsbesitzer, Politiker der Zentrumspartei sowie landwirtschaftlicher Interessenvertreter.

## Leben
Er war Sohn von Freiherr Maximilian von Kerckerinck zur Borg (1829–1905) und seiner Frau Theresia, geb. von Fürstenberg (1841–1917).
Kerckerinck zur Borg studierte Rechtswissenschaften und war Gerichtsreferendar in Dülmen und Münster. Später konzentrierte er sich auf die Verwaltung seines Rittergutes.
Im Jahr 1901 heiratete er Magdalena von Galen, Tochter von Clemens von Galen und Hella geb. Olfers. Aus der Ehe ging ein Sohn, Maximilian Freiherr von Kerckerinck zur Borg, hervor.
Politisch gehörte er der Zentrumspartei an. Kerckerinck zur Borg hatte Mandate im Kreistag, dem Provinziallandtag der Provinz Westfalen und dem Reichstag. Diesem gehörte er zwischen 1912 und 1918 für den Wahlkreis Minden 5 (Höxter-Warburg) an. Nachdem eine Vertrauensmännerversammlung der Zentrumspartei im November 1911 in Altenbeken von Kerckerinck zur Borg als Kandidaten der Zentrumspartei für die Reichstagswahlen 1912 proklamiert hatte, wurden im Wahlkreis Flugblätter gegen die „auswärtige, adelige Kandidatur“ verteilt.
Kerckerinck zur Borg war insbesondere als landwirtschaftlicher Interessenvertreter tätig. Er war Vorsitzender des Westfälischen Bauernvereins, stellvertretender Vorsitzender der Westfälischen Landwirtschaftskammer sowie des Aufsichtsrates der Westfälischen Zentralgenossenschaft. Von 1916 bis 1928 war Kerckerinck zur Borg Vorsitzender der Vereinigung der deutschen Bauernvereine, einem Zusammenschluss von katholischen Bauernvereinen. Außerdem war er Vorsitzender und Mitbegründer des Westfälischen Heimatbundes.
Während der Weimarer Republik gehörte Kerckerinck zur Borg zum äußersten rechten Flügel der Zentrumspartei in Westfalen und kritisierte die Politik der Partei als zu links und warf ihr vor, die agrarischen Interessen zu vernachlässigen. Im Gegensatz zum rheinischen Agrarflügel der Partei hielt Kerckerinck zur Borg die Verbindung seines Bauernvereins mit der Zentrumspartei aufrecht. Gegen diesen Kurs hat Ferdinand Freiherr von Lüninck scharf protestiert und setzte sich für eine agrarkonservative Front ein. Außerdem bildete sich neben dem Bauernverein der Westfälische Bauernbund als Organisation der Kleinbauern. Daraufhin trat er 1927 als Vorsitzender des Westfälischen Bauernvereins zurück.
Kerckerinck zur Borg veröffentlichte neben politischen und volkswirtschaftlichen Schriften auch kunsthistorische Werke und Beiträge zur Geschichte Westfalens. Zusammen mit dem Kunstprofessor Richard Klapheck prägte er in dem gemeinsamen Werk Alt-Westfalen. Die Bauentwicklung Westfalens seit der Renaissance von 1912 den Begriff Weserrenaissance für die Architektur entlang der Weser im 16. und 17. Jahrhundert mit seinen reich dekorierten Giebeln und dessen Nebenform Lipperenaissance. Im Jahr 1904 wurde er Patron der Historischen Kommission für Westfalen. Ab 1914 war er Ausschussmitglied der Kommission. 
1917 erbte Kerckerinck zur Borg das von seiner Familie mütterlicherseits (Olfers) erbaute Haus Hohenfeld. Nach dem Zweiten Weltkrieg wurde das Gebäude unter Verwendung von Teilen der alten Bausubstanz wieder aufgebaut, das Allianzwappen Galen/Olfers ist erhalten geblieben. Heute wird das Gebäude als Parkhotel Hohenfeld genutzt. An das Gebäude grenzt die denkmalgeschützte, 1912 errichtete neobarocke Kapelle.
Ein Teil der Familienbibliothek ist als geschlossene Sammlung Teil der Universitäts- und Landesbibliothek Münster.

## Veröffentlichungen
- mit Richard Klapheck: Alt-Westfalen. Die Bauentwicklung Westfalens seit der Renaissance (1912) (Wikisource)